# 奧梅利尼克 (扎波羅熱州)
47°38′18″N 35°53′10″E / 47.63833°N 35.88611°E
奧梅利尼克（烏克蘭語：Омельник）是位於烏克蘭東南部的村莊，由扎波羅熱州波洛希區的普雷奧布拉任卡市鎮負責管轄。該村處於熱雷貝茨河畔，始建於十八世紀，面積2.09平方公里，海拔高度67米，2001年人口573。